# تشيكا (مغنية راب)
تشيكا هي مغنية راب أمريكية ولدت في 9 مارس 1997.

## وصلات خارجية
- تشيكا (رابر) على موقع IMDb (الإنجليزية)
- تشيكا (رابر) على موقع ميوزك برينز (الإنجليزية)
- تشيكا (رابر) على موقع ديسكوغز (الإنجليزية)